# Secma F16 Turbo
Der Secma F16 Turbo ist ein Fahrzeug des französischen Automobilherstellers Secma. Der Zweisitzer, der auf dem Genfer Auto-Salon 2016 der Öffentlichkeit vorgestellt wurde, verfügt über kein festes Dach und keine festen Türen. 
Im Gegensatz zum seit 2009 gebauten Secma F16 wurde der Radstand des F16 Turbo um 32 Zentimeter verlängert. Den Antrieb übernimmt ein 151 kW (205 PS) starker 1,6-Liter-Vierzylinder-Ottomotor von Peugeot, der auch im 308 II GT zum Einsatz kommt. Seit 2020 leistet der Motor 165 kW (225 PS).

## Technische Daten
|                                             | F16 Turbo              |                        |
| Bauzeitraum                                 | 2016–2020              | seit 2020              |
| Motorkenndaten                              |                        |                        |
| Motortyp                                    | R4-Ottomotor           | R4-Ottomotor           |
| Hubraum                                     | 1598 cm³               | 1598 cm³               |
| max. Leistung bei min−1                     | 151 kW (205 PS) / 6000 | 165 kW (225 PS) / 6000 |
| max. Drehmoment bei min−1                   | 285 Nm / 1750          | 300 Nm / 1750          |
| Kraftübertragung                            |                        |                        |
| Antrieb                                     | Hinterradantrieb       | Hinterradantrieb       |
| Getriebe, serienmäßig                       | 6-Gang-Schaltgetriebe  | 6-Gang-Schaltgetriebe  |
| Messwerte                                   |                        |                        |
| Höchstgeschwindigkeit                       | 240 km/h               | 240 km/h               |
| Beschleunigung, 0–100 km/h                  | 4,8 s                  | 4,8 s                  |
| Kraftstoffverbrauch auf 100 km (kombiniert) | 6,2 l Super            | 6,2 l Super            |
| CO2-Emissionen (kombiniert)                 | 139 g/km               | 139 g/km               |
| Tankinhalt                                  | 26 l                   | 26 l                   |